# Teresa Vilardell i Grimau
Teresa Vilardell (Sabadell, Vallès Occidental, 13 de maig de 1957) és una directora d'escena, dramaturga, guionista i professora catalana). Es va llicenciar en Arts Escèniques per l'Institut del Teatre de Catalunya (1981) i en Filologia Catalana per la UAB (1983); després va obtenir el Diploma d'Estudis Avançats en Arts Escèniques a la UAB el 2012 i finalment es va doctorar en Arts Escèniques per la UAB el 2016, entre altres titulacions acadèmiques.

## Vida professional
En l'àmbit de la direcció escènica, ha creat nombroses dramatúrgies que després ha escenificat, també ha creat espectacles basats en textos d'autors catalans de renom. Al mateix temps, també ha dirigit algunes obres de teatre sense crear-ne la dramatúrgia.
En el camp de la dramatúrgia aplicada a l'audiovisual, ha dissenyat o escrit guions per a documentals, llargmetratges de ficció i d'animació, telefilms, sèries i telenovel·les –entre els quals Nissaga de poder o Poble Nou, entre d'altres–, i programes d'entreteniment o d'oci.
En el camp de la docència, és professora a la Facultat de Ciències de la Comunicació Blanquerna de la Universitat Ramon Llull des de l'any 1996. A l'Institut del Teatre, és professora de Dramatúrgia i Direcció, i també ha estat cap de l'Especialitat d'Interpretació i cap de l'Àrea de Dramatúrgia del Departament de Dramatúrgia i Escenificació. Durant set anys va ser professora de guió de l'Escola Superior de Cinema i Audiovisuals de Catalunya (ESCAC) a Terrassa.

## Obres

### Teatre[2][3]
Algunes de les seves obres de teatre (dramatúrgia i direcció escènica)ː
- 2016: Llull a la Ciutat Nova, teatre fet amb immigrats de diversos països, Sala Tallers del TNC
- 2015: Solo d'August Strindberg, Teatre Akadèmia de Barcelona
- 2013: Flames a la fosca, sobre l'amistat entre Espriu i Rosselló-Pòrcel, Festival Grec
- La nit més freda, Sala Tallers del TNC
- Ensam, d'August Strindberg, Festival Grec - Sala Petita del TNC
- etc.

Diversos espectacles fets amb textos d'escriptors catalans i internacionals de renomː
- Lo cor de l'home és una mar, amb textos de Jacint Verdaguer, Sala Petita del TNC
- Als seus llavis madura la paraula, amb textos de Joana Raspall
- La nit més freda, un espectacle sobre l'exili i la retirada, amb textos de Joan Oliver, Mercè Rodoreda, Carles Riba, i Antoni Rovira i Virgili, entre d'altres. Estrenat al TNC
- El mar dins d'un calaix, amb textos de Joaquim Ruyra i intervenció plàstica de Perejaume
- Nits Blanques de Fiódor Dostoievski
- etc.

Dos musicals - direcció, i direcció i llibretː
- 1990: el musical (o «revista musical») Línia Roja, estrenada al Teatre Condal de Barcelona: obra basada en Linie 1. Musikalische Revue (de Volker Ludwig, amb música de Birger Heymann i el grup de rock «No Ticket», obra original del GRIPS Theater de Berlín),[5][6] amb llibret de Volker Ludwig, lletra de Pau Riba, música de Joan Anton Mas, Josep Sanou i Sergi Riera, direcció escènica de Teresa Vilardell i Miguel Casamayor, coreografia d'Anna Briansó, adaptació al català de Dagmar Lüderitz, etc.[7]
- 1988: la comèdia musical Tira't de la moto, estrenada a la Sala Zeleste de Barcelona: obra basada en Die schönste Zeit im Leben (de Volker Ludwig und Detlef Michel, GRIPS Theater Berlín, 1978),[8] amb llibret i direcció escènica de Teresa Vilardell i Miquel Casamayor, música de Furnal, coreografia de Ferran Castells, etc., i adaptació al català de Dagmar Lüderitz i Lluís Ferraz.[9]

Algunes de les obres que ha dirigit sense crear-ne la dramatúrgiaː
- Informe Lugano, de Susan George i dramatúrgia de Miquel Casamayor
- Dedicació, amb textos de Josep Carner i dramatúrgia d'Agustí Villaronga
- Carles Riba, filòsof arquitecte, amb textos de Riba, Teatre Lliure
- 1980: Yes, peut-être, de Marguerite Duras (1968), el seu primer espectacle, co-dirigit amb Miquel Casamayor.
- etc.

### Dramatúrgia en cinema, televisió[2][3]
En el camp de la dramatúrgia aplicada a l'audiovisual, ha treballat en els següents projectes, entre altres:
Guions de llargmetratges, com ara
- Siempre hay tiempo
- Héctor y Bruno, premiat al Festival de Cine Iberoamericano
- 2007: Nocturna, llargmetratge d'animació seleccionat al Festival de Venècia, guanyador del Premi Goya al millor llargmetratge d'animació
- etc.

Guions de telefilms, com ara
- 2019: L'enigma Verdaguer, ficcionalització de la vida del poeta Jacint Verdaguer, dirigit per Lluís Maria Güell, amb guió de David Plana, a partir d'una història d'Enric Gomà, Teresa Vilardell i David Plana. Es va estrenar l'11 de setembre del 2019 a TV3.
- Maria i Assou (Massa d'Or - TV3 - Canal9 - M2Marroc)
- La dona de gel (La Productora-TV3)
- Germanes de sang (Massa d'Or - TV3 - Via Digital)
- 2001: Valèria (Massa d'Or - TV3), Top Ten Fiction a Cologne Conference
- L'Atlàntida (Mediapro - TV3 - Formato Producciones)
- 2005: Les filles de Mohamed (TV3-In vitro), premi Civis ARD a Alemanya, i premi de guió del GAC (Guionistes Associats de Catalunya).
- etc.

Guionista de documentals com ara
- 2015: Temps de caritat, disseny i guió, documental presentat a DocsBarcelona i emès per TV3-Canal 33 el 2016, sobre els nens, ara avis, que van viure a la Casa de la Caritat de Barcelona, i que es troben cada dijous al bar del CCCB.
- Les ombres de Gaudí (La Productora - Discovery Channel - TV3), Medalla d'Argent al New York Festival
- etc.

Escriptura per a telenovel·les com ara
- Poble Nou
- Nissaga de Poder
- Calle Nueva
- etc.

Escriptura per a sèries com ara
- Tumax
- El joc de viure
- Pedralbes Center
- etc.

Escriptura de programes d'entreteniment a TV3, TV5 (produïts per Gestmusic), i TVE, en particular
- 1989-1991: Plàstic, programa d'actualitat musical amb actuacions, videoclips i un concurs gamberro, amb un gran garatge com a plató.[10][11]
- Sigue, sigue Plàstic
- Plàstic X.
- etc.

## Divulgació literària i simposis[2][3]
En l'àmbit de la divulgació literària de textos universals traduïts al català, ha organitzat i dirigit diverses vetllades literàries dedicades a August Strindberg, Arthur Rimbaud, Zakaria Tamer i Ramon Llull, conduïdes per Pere Arquillué, Sílvia Bel, Pep Tosar, Gani Mirzo, Miquel Gil, entre d'altres.
Ha seleccionat i prologat el llibre August Strindberg, una antologia de textos teatrals i escrits sobre teatre d'aquest autor, traduïts per Carolina Moreno i Feliu Formosa (Comanegra i Institut del Teatre, 2018). També ha prologat el llibre L'art de fer riure, de Mercè Sàrrias (Angle Editorial i Institut del Teatre, 2019).
Ha format part del comitè organitzador de la jornada «Sóc contemporani! Strindberg i el teatre d’avui», de la revista Estudis Escènics, Institut del Teatre i Universitat de Barcelona (2019).